# 「いのちの電話」フリーダイヤル週間
「いのちの電話」フリーダイヤル週間（いのちのでんわフリーダイヤルしゅうかん）とは、日本いのちの電話連盟が実施している自殺予防のための活動である。

## 期間
2001年（平成13年）から毎年12月1日から12月7日に実施されている。これはいのちの日である12月1日を起点とする1週間である。

## 実施内容
12月1日 0:00から12月7日 24:00までの期間中にフリーダイヤルの代表番号にかけることにより、通話可能な各地のいのちの電話に転送される。通常いのちの電話は各センター毎に電話番号と相談時間が異なっているが、この期間中にかぎり全国一律の番号で24時間対応される。
いのちの電話は各地のセンターがボランティアと寄付金により運営しているが、いのちの電話フリーダイヤル週間については、日本いのちの電話連盟が厚生労働省の補助を受けて実施している。